# Dumitru Cobzaru
Dumitru Cobzaru (n. 18 martie 1972, Costuleni, județul Iași) este un istoric, teolog, preot și monah ortodox român în cadrul Arhiepiscopiei Vadului, Feleacului și Clujului, având rangul de arhimandrit. 
Din anul 2018 este cetățean de onoare al comunei Mărișelu, județul Bistrița-Năsăud, iar din anul 2023 este cetățean de onoare al municipiului Dej, , , . 
A avut și are o bogată activitate pastoral-misionară în cuprinsul Arhiepiscopiei Vadului, Feleacului și Clujului, și nu numai. Este membru fondator al Fundației „Mitropolitul Bartolomeu” (2008), realizator de emisiuni și colaborator la Radio Renașterea. 
S-a remarcat și ca publicist în periodicele bisericești, fiind autorul mai multor volume istorice și teologice cu ecou în critica de specialitate din țară și din străinătate.

## Biografie
Școala generală și treapta întâi de liceu le-a absolvit  în localitatea Bălan, Județul Harghita (1978-1986), iar studiile liceale la Seminarul Teologic Ortodox din Cluj-Napoca (promoția 1994). A urmat cursurile de licență la Facultatea de Teologie  Ortodoxă din cadrul „Universității Babeș-Bolyai” din Cluj-Napoca (promoția 1998) și apoi cele de master în cadrul aceleiași instituții (promoția 1999). În 24 octombrie 2022 a susținut teza de doctorat cu titlul „Bartolomeu Valeriu Anania (1921‑2011). Omul, Destinul și Istoria”, realizată în cadrul Școlii Doctorale a Institutului de Istorie „George Barițiu” al Academiei Române - Filiala Cluj‑Napoca, sub îndrumarea științifică a regretatului prof. dr. Nicolae Edroiu (fost membru corespondent al Academiei Române) și a dr. Dumitru Suciu, cercetător științific gr. I în cadrul Institutului de Istorie „George Barițiu”, publicată ulterior la Editura Renașterea a fost distinsă în anul 2024 a primit premiul Regal literar. Actualmente membru al Academiei Elitelor, Modelelor și Valorilor.
A avut ascultări diverse în mănăstiri precum „Adormirea Maicii Domnului” de la Nicula, „Sfânta Treime” din Soporul de Câmpie, mănăstirea Dobric, în cadrul Seminarului Teologic din Cluj-Napoca, la biserica garnizoanei din Dej și la catedrala Mitropolitană din Cluj-Napoca.

## Lucrări publicate și alte realizări

### a. Volume
1.  Monografia Mânăstirii „Adormirea Maicii Domnului” Nicula, Editura Ecclesia, Nicula, ediția I 1999, ediția a II-a 2001, ediția a III-a 2002, ediția a IV-a 2010, ediția a V-a 2015;
2.  Predici, vol. I, Cuvânt înainte de IPS Arhiepiscop și Mitropolit Andrei, Editura Renașterea, Cluj-Napoca, 2012;
3.  Predici, vol. II, Cuvânt înainte de PS Vasile Someșanul, Episcop vicar, Editura Renașterea, Cluj-Napoca, 2013;
4.  Predici, vol. III, Cuvânt înainte de Pr. Prof. Univ. Dr. Ioan Chirilă, Editura Renașterea, Cluj-Napoca, 2014;
5.  Predici, vol. IV, Cuvânt înainte de Pr. Prof. Univ. Dr. Vasile Gordon, Editura Renașterea, Cluj-Napoca, 2015;
6.  „Fiule,  m’ am vrut să-ți fiu candelă de ceas târziu...”!, Editura Renașterea, Cluj-Napoca, 2014, ediția a II-a, revizuită, 2017, ediția a III-a, revizuită, 2020; ediția a IV-a, revăzută - 2023; Audiobook, Editura Renașterea, Cluj-Napoca, 2019; e-book 2021;
7.  Amvon, vol. I, Predici la duminicile de peste an, Cuvânt înainte de Dan C. Mihăilescu, Editura Renașterea, Cluj-Napoca, 2016;
8.  Amvon, vol. II, Predici la praznicile împărătești și ale Maicii Domnului, Cuvânt înainte de Preot Iustin Tira, Editura Renașterea, Cluj-Napoca,  2017;
9. „Fiule, m’am vrut să-ți fiu candelă de ceas târziu...”/„Hijo, yo te quise ser candela al anochecer...”, ediție bilingvă: română-spaniolă. Prefață de Dan C. Mihăilescu. Traducere în limba spaniolă de lect. univ. dr. Diana Moțoc. Editura Renașterea, Cluj-Napoca, 2017;
10. M’am vrut vouă...!, Editura Renașterea, Cluj-Napoca, 2017;
11. Amvon, vol. III, Predici și meditații la viețile sfinților, Cuvânt înainte de Pr. prof. univ. Stelian Tofană, Editura Renașterea, Cluj-Napoca, 2018;
12. „Fiule, m’am vrut să-ți fiu candelă de ceas târziu...”/„Mon fils, j’ai voulu être la chandelle de tes heures de veille...”, ediție bilingvă: română-spaniolă. Prefață de Dan C. Mihăilescu. Traducere în limba franceză de prof. Oana Richebon. Editura Renașterea, Cluj-Napoca, 2018;
13. Amvon, IV, Predici la Sfintele Taine și Ierurgii, Cuvânt înainte de Pr. prof. univ. Ștefan Iloaie, Editura Renașterea, Cluj-Napoca, 2019;
14. S’au vrut nouă…!, Editura Renașterea, Cluj-Napoca, 2019;
15. Bătrânul cărturar și tânărul mitropolit: Bartolomeu Valeriu Anania, Cuvânt înainte de lect. univ. dr. Diana Moțoc,  Editura Renașterea, Cluj-Napoca,  2020; e-book 2021;
16.  Monografia Mânăstirii „Adormirea Maicii Domnului” Nicula, Editura Renașterea, 2020; e-book 2021;
17.  Duhovnicia - dulce povară, Editura Renașterea, 2020; e-book 2021;
18.  Pelerinajul — pași călăuziți întru căutarea izbăvitoare, Editura Renașterea, 2021, .
19. Logos, vol. I, Predici la duminicile de peste an, Editura Renașterea, Cluj-Napoca, 2021;
20. Iubesc iubirea... Preasfințitul Părinte Vasile Someșanul, Editura Renașterea, Cluj-Napoca, 2021; e-book 2021;
21. "Pecetea apostoliei mele", Editura Renașterea, Cluj-Napoca, 2022;
22. Bartolomeu Valeriu Anania (1921-2021). Omul și istoria, Editura Renașterea, Cluj-Napoca, 2023 ;
23. Sunt și rămân român: cred, simt și trăiesc românește, Editura Renașterea, Cluj-Napoca, 2023;
24. Maica Domnului – „zorii Zilei neînsângerate”, Editura Renașterea, Cluj-Napoca, 2023;
25. Logos, vol. II, Praznice împărătești și ale Maicii Domnului, Editura Renașterea, Cluj-Napoca, 2024. 
26. Dumnezeu se roagă?!, Editura Renașterea, Cluj-Napoca, 2024. 

### b. Volume coordonate
1.  Nicula Icoana Neamului, Editura Ecclesia, Nicula, 2002;
2.  In Memoriam – Tudor Claudiu Taloș 1994-2016, Editura Renașterea, Cluj- Napoca, 2016;
3.  In  Memoriam  –  Arhimandritul Serafim Măciucă 1924-2019,  Editura Renașterea, Cluj-Napoca, 2019;
4.  Monahismul, același și perpetuu,  Editura Renașterea, Cluj-Napoca, 2021.
5.  In memoriam Arhimandrit Nicolae Moldovan (1960-2024),  Editura Renașterea, Cluj-Napoca, 2024.
1. ↑  „Arhim. Dumitru Cobzaru a primit titlul de „Cetățean de Onoare" al comunei Mărișelu, Bistriţa-Năsăud”. ziarullumina.ro. Accesat în 4 martie 2025.
2. ↑  Nicolae Feier, Domneștiul, o vatră multimilenară bistrițeană. Neridonis - Bileag - Domnești, Nosa Nostra, Bistrița, 2020, p. 27.
3. ↑  „Basilica.ro”. Accesat în 4 septembrie 2023.
4. ↑  „Radio Renașterea”. Accesat în 4 septembrie 2023.
5. ↑  „Făclia de Cluj”. Accesat în 4 septembrie 2023.
6. ↑  „Dej 24”. Accesat în 4 septembrie 2023.
7. 1 2 3  Adrian Chirilă, Monografia comunei Costuleni, județul Iași, Junimea, Iași, 2016, p. 176
8. ↑  Darius Echim. „Ziarul Lumina”. Accesat în 16 ianuarie 2022.
9. 1 2  „Bartolomeu Valeriu Anania (1921-2021). Omul și istoria”. Arhivat din original la 10 aprilie 2023.
10. ↑  Sorin Ionițe. „Basilica”. basilica.ro. Accesat în 27 septembrie 2024.
11. ↑  „Arhim. Dumitru Cobzaru”. Academia Elitelor, Modelelor și Valorilor. Accesat în 4 martie 2025.
12. ↑  Augustin Pădurean, Teofil Herineanu (2010). Protopopiatul Ortodox Român Dej - monografie. Cluj-Napoca: Renaşterea. p. 35-36.
13. ↑  Predici, vol. I, www.renasterea-cluj.ro, arhivat din original la 16 iulie 2020, accesat în 16 iulie 2020
14. ↑  Editura Renașterea - carte pentru suflet - site oficial, www.renasterea-cluj.ro, arhivat din original la 16 iulie 2020, accesat în 16 iulie 2020
15. ↑  Editura Renașterea - carte pentru suflet - site oficial, www.renasterea-cluj.ro, arhivat din original la 17 iulie 2020, accesat în 16 iulie 2020
16. ↑  Editura Renașterea - carte pentru suflet - site oficial, www.renasterea-cluj.ro, arhivat din original la 17 iulie 2020, accesat în 16 iulie 2020
17. ↑  Editura Renașterea - carte pentru suflet - site oficial, www.renasterea-cluj.ro, arhivat din original la 16 iulie 2020, accesat în 16 iulie 2020
18. ↑  Editura Renașterea - carte pentru suflet - site oficial, www.renasterea-cluj.ro, arhivat din original la 16 iulie 2020, accesat în 16 iulie 2020
19. ↑  Editura Renașterea - carte pentru suflet - site oficial, www.renasterea-cluj.ro, arhivat din original la 5 mai 2021, accesat în 31 martie 2021
20. ↑  „Editura Renașterea - site oficial”. renasterea-cluj.ro. Accesat în 27 septembrie 2024.
21. ↑  Editura Renașterea - carte pentru suflet - site oficial, www.renasterea-cluj.ro, arhivat din original la 17 iulie 2020, accesat în 16 iulie 2020
22. ↑  „Editura Renașterea - site oficial”. renasterea-cluj.ro. Accesat în 27 septembrie 2024.
23. ↑  Editura Renașterea - carte pentru suflet - site oficial, www.renasterea-cluj.ro, arhivat din original la 16 iulie 2020, accesat în 16 iulie 2020
24. ↑  Editura Renașterea - carte pentru suflet - site oficial, www.renasterea-cluj.ro, arhivat din original la 17 iulie 2020, accesat în 16 iulie 2020
25. ↑  Editura Renașterea - carte pentru suflet - site oficial, www.renasterea-cluj.ro, arhivat din original la 17 iulie 2020, accesat în 16 iulie 2020
26. ↑  Editura Renașterea - carte pentru suflet - site oficial, www.renasterea-cluj.ro, arhivat din original la 16 iulie 2020, accesat în 16 iulie 2020
27. ↑  Editura Renașterea - carte pentru suflet - site oficial, www.renasterea-cluj.ro, arhivat din original la 16 iulie 2020, accesat în 16 iulie 2020
28. ↑  Editura Renașterea - carte pentru suflet - site oficial, www.renasterea-cluj.ro, arhivat din original la 16 iulie 2020, accesat în 16 iulie 2020
29. ↑  Editura Renașterea - carte pentru suflet - site oficial, www.renasterea-cluj.ro, arhivat din original la 16 iulie 2020, accesat în 16 iulie 2020
30. ↑  Editura Renașterea - carte pentru suflet - site oficial, www.renasterea-cluj.ro, arhivat din original la 18 iulie 2020, accesat în 16 iulie 2020
31. ↑  Editura Renașterea - carte pentru suflet - site oficial, www.renasterea-cluj.ro, arhivat din original la 16 iulie 2020, accesat în 16 iulie 2020
32. ↑  Pr. Iustin Tira, Predoslovie la centenar, în „Revista Renașterea”, serie nouă, anul XVII, 7 (363) (2020), p. 12.
33. ↑  „Editura Renașterea - site oficial”. renasterea-cluj.ro. Accesat în 27 septembrie 2024.
34. ↑  Editura Renașterea - carte pentru suflet - site oficial, www.renasterea-cluj.ro, arhivat din original la 3 martie 2021, accesat în 31 martie 2021
35. ↑  „Editura Renașterea - site oficial”. renasterea-cluj.ro. Accesat în 27 septembrie 2024.
36. ↑  Editura Renașterea - carte pentru suflet - site oficial, www.renasterea-cluj.ro, arhivat din original la 5 mai 2021, accesat în 31 martie 2021
37. ↑  „Editura Renașterea - site oficial”. renasterea-cluj.ro. Accesat în 27 septembrie 2024.
38. ↑  Editura Renașterea - carte pentru suflet - site oficial, www.renasterea-cluj.ro, arhivat din original la 27 iulie 2021, accesat în 31 martie 2021
39. ↑  Arhim. Dumitru Cobzaru: Pelerinajul – pașii călăuziți întru căutarea izbăvitoare, ziarulfaclia.ro, 20 martie 2021
40. ↑  „Logos, vol. I, Predici la duminicile de peste an”. Arhivat din original la 16 ianuarie 2023.
41. ↑  „Iubesc iubirea... Preasfințitul Părinte Vasile Someșanul”. Arhivat din original la 16 ianuarie 2023.
42. ↑  „Editura Renașterea - site oficial”. renasterea-cluj.ro. Accesat în 27 septembrie 2024.
43. ↑  „Bartolomeu Valeriu Anania (1921-2021). Omul și istoria”. Arhivat din original la 10 aprilie 2023.
44. ↑  „Editura Renașterea - site oficial”. renasterea-cluj.ro. Accesat în 27 septembrie 2024.
45. ↑  „Editura Renașterea - site oficial”. renasterea-cluj.ro. Accesat în 27 septembrie 2024.
46. ↑  „Editura Renasterea - site oficial”. renasterea-cluj.ro. Accesat în 27 septembrie 2024.
47. ↑  „Editura Renașterea - site oficial!”. Editura Renașterea. Accesat în 4 martie 2025.
48. ↑  Protos. Maxim Morariu. „Rugăciune și cuvânt”. Radio Renașterea. Accesat în 4 martie 2025.
49. ↑  Editura Renașterea - carte pentru suflet - site oficial, www.renasterea-cluj.ro, arhivat din original la 17 iulie 2020, accesat în 17 iulie 2020
50. ↑  Editura Renașterea - carte pentru suflet - site oficial, www.renasterea-cluj.ro, arhivat din original la 17 iulie 2020, accesat în 16 iulie 2020
51. ↑  Editura Renașterea - carte pentru suflet - site oficial, www.renasterea-cluj.ro, arhivat din original la 18 aprilie 2021, accesat în 31 martie 2021
52. ↑  „Editura Renașterea - site oficial”. Editura Renașterea. Accesat în 4 martie 2025.
53. ↑  † Timotei Prahoveanul, Episcop-vicar al Arhiepiscopiei Bucureştilor. „Chipuri și amintiri de la Nicula”. Ziarul Lumina. Accesat în 4 martie 2025.

.

### c. Conferințe
1.  Născătoare de Dumnezeu – datorie și calitate, Craiova, 30 martie 2000;
2.  Comuniune și Comunitate, Cluj-Napoca, 8 decembrie 2005;
3.  Despre împlinirea iubirii, Brașov, 2005;
4.  Despre purtarea de grijă a lui Dumnezeu – repere pastorale!, Cluj-Napoca, 15 noiembrie 2007
5. Spovedania și viața duhovnicească, Mânăstirea Nicula, 13 februarie 2013;
6. Sfântul Ioan Evanghelistul sau Maria Egipteanca?, Gherla, 21 aprilie 2013;
7.  Vechimea, motivele si obiectivele pelerinajelor, Mânăstirea Dobric, 12 mai 2013;
8. „Îngere, să nu mai zbori!”/„Călugăre, să nu mai mori!”, Chișinău,  20 noiembrie 2013;
9. Maica Domnului – ocrotitoarea tinerilor, Prundu Bârgăului, 21 noiembrie 2014;
10. Între Dumnezeu și Neamul meu...! (repere: Petre Țuțea și  Bartolomeu Valeriu Anania), Geaca, Cluj, 2016;
11. Inimă în inima neamului, Suceava, 2017;
12. Bartolomeu Anania. Prin cuvânt, mare teolog, om de cultură și cărturar de anvergură, Râmnicu Vâlcea, 12 martie 2017;
13. Nașterea Domnului – Eveniment definitiv și perpetuu, Bistrița, 14 decembrie 2017;
14. Iubirea Fecioarei Maria pentru omul contemporan, Târgu Mureș, 22 martie 2017;
15. Drumul pătimirilor spre înviere, Câmpia Turzii, 2018;
16. Repere biografice: "A trăi pentru a-ți povesti viața" Povestea vieții lui Valeriu Anania spusă de el însuși, la Muzeul Mitropoliei Clujului, Cluj-Napoca, 17 martie 2022;
17. Înnoirea isihastă din secolul al XVIII-lea sau neoisihasmul paisian, în cadrul Simpozionului de Teologie și spiritualitate „Sfinții isihaști - teologi ai rugăciunii și ai luminii dumnezeiești”, Arhiepiscopia Buzăului și Vrancei, Buzău, 14 noiembrie 2022;
18. Sfântul Paisie de la Neamț (1722-1794), un părinte al isihasmului românesc, în Parohia Banu, Arhiepiscopia Buzăului și Vrancei, Buzău, 15 noiembrie 2022;
19. Bartolomeu Valeriu Anania: Cerul pe pământ prin Scriptură, Liturghie, Omilie, în cadrul Simpozionului Național „Valori perene în creația Mitropolitului Bartolomeu Valeriu Anania”, ediția a X-a, Suceava, 20 ianuarie 2023.

## Distincții
În anul 2000 i se conferă rangul de protosinghel;
În anul 2002 i se conferă rangul de arhimandrit;
În anul 2004 este decorat cu Crucea patriarhală a Patriarhiei Ecumenice; 
În 2011 este decorat cu cea mai înaltă distincție în Biserica Ortodoxă Română – Crucea Patriarhală;
În 2016 este decorat cu Ordinul  „Sfânta   Maria  Magdalena” al Bisericii Ortodoxe a Poloniei;
În 12 septembrie 2017 primește „Distincția Protopop Martir Aurel Munteanu” din partea Protopopiatului Ortodox Român Huedin;
În 2018 i se acordă  titlul onorific de Cetățean de onoare al comunei Mărișelu, județul Bistrița-Năsăud.
În anul 2019 este decorat cu Ordinul „Mihai Viteazul” al Arhiepiscopiei Vadului, Feleacului și Clujului.
La 25 martie 2021, prin decizia 1800, este decorat cu Ordinul „Episcop Nicolae Ivan” al Arhiepiscopiei Vadului, Feleacului și Clujului.

## Premii
Premiul Regal Literar 2024, ediția a V-a, august 2024, pentru volumul Bartolomeu Valeriu Anania (1921-2011). Omul și istoria, Editura Renașterea/Academia Română, Centrul de Studii Transilvane, Cluj-Napoca, 2023.

## Lucrări și referințe biografice
1.   A scris în inimile noastre: Arhimandrit Dumitru Cobzaru, Cuvânt înainte de Dan C. Mihăilescu, Editura Renașterea, Cluj-Napoca, 2022 (coordonat de cei mai de seamă dintre ucenici, este un volum omagial la împlinirea a 50 de ani de viață și a 30 de ani de monahism și preoție care, sub forma unui album, cuprinde, în text și imagini, momente importante din viața omagiatului și a fiilor duhovnicești).